# Saint-Gervasy
Saint-Gervasy là một xã ở tỉnh Gard. Xã này có diện tích 6,93 kilômét vuông, dân số năm 1999 là 1586 người. Khu vực này có độ cao trung bình 64 mét trên mực nước biển.